# Мекленбург-Стрелиц

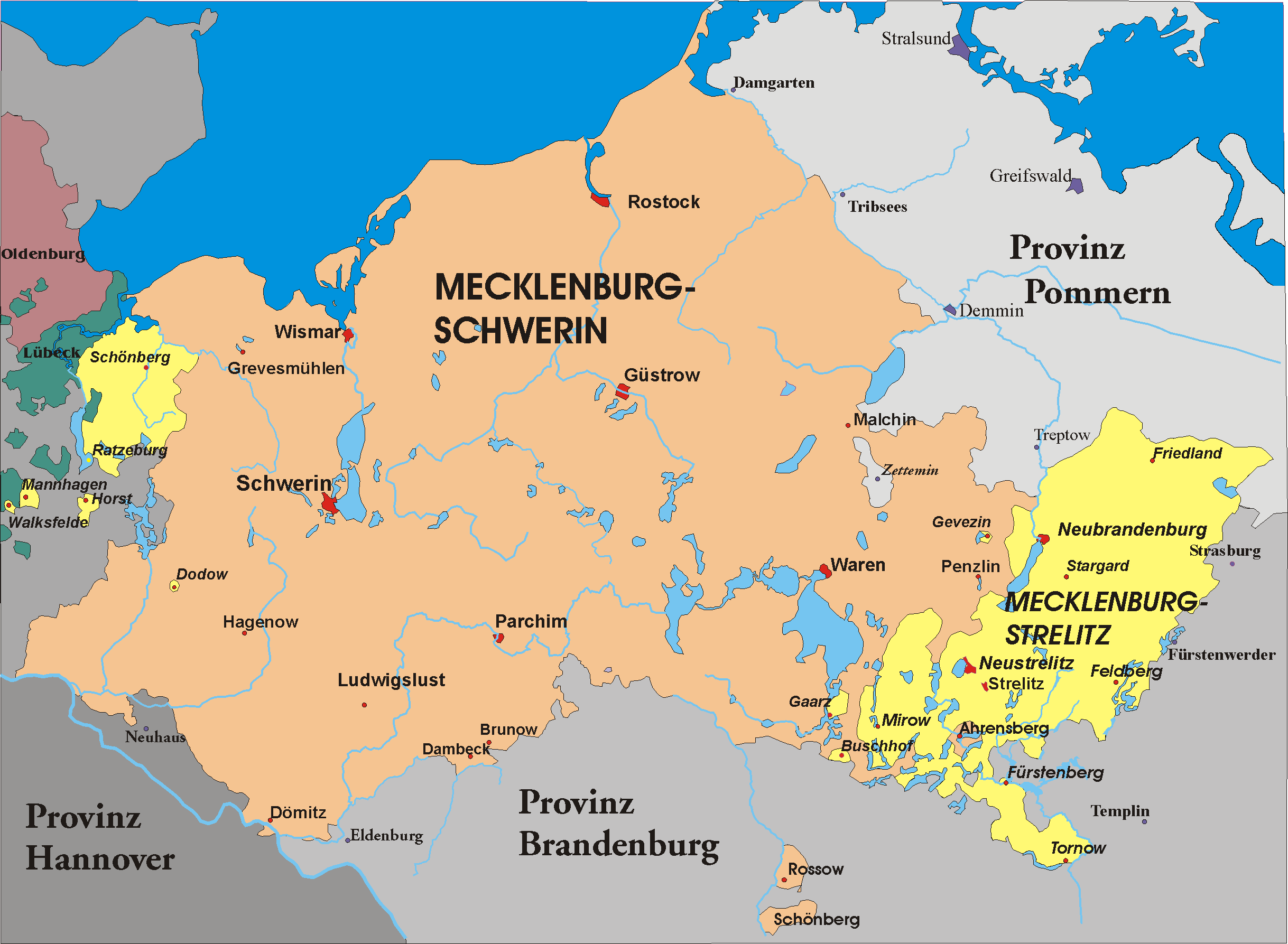
Великое герцогство Мекленбург-Стрелиц (жёлтым цветом) на схеме Мекленбурга в 1866—1934 годах.

Ме́кленбург-Стрелиц (нем. Mecklenburg-Strelitz, сокращённо — просто Штрелиц, для современного района Германии (ФРГ) употребляется полное написание Мекленбург-Штрелиц) — одно из германских герцогств-государств, существовавшее в период с 1701 года по 1918 год без собственного законодательного органа.
На конец XIX века Мекленбург укороченное название двух германских великих герцогств, Мекленбург-Шверина и Мекленбург-Стрелица, лежащих по берегу Балтийского моря и граничащих на востоке, юге и западе с прусскими провинциями Померанией, Бранденбургом, Ганновером и Шлезвиг-Голштинией и только на северо-западе с областью вольного города Любека. Герцогство было в составе Священной Римской империи до 1806 года, Великое герцогство с 1815 года. В 1919—1933 годах — свободное государство в Веймарской республике.

## История
Первоначально на этих территориях жили германцы, которые боролись с саксами, во время великого переселения народов они были вытеснены славянами, а именно бодричами (оботритами), основавшими здесь населённые пункты, и в частности город Микилинбор (ныне деревня близ Висмара), давший свое имя Мекленбургу.
Основатель династии Никлот возглавлял сопротивление языческих княжеств ободритов немецкой агрессии. Однако Генрих Лев в 1160 году смог сломить их сопротивление, и сын Никлота Прибислав признал себя его вассалом. В 1167 году Прибислав принял титул князя Мекленбурга.
До 1695 года — герцогство Мекленбург-Гюстров, которое в своё время (XVI век) было создано при разделе герцогства Мекленбург. Когда прямая линия Гюстровов прекратилась, их владения после продолжительной борьбы и заключению в 1701 году Гамбургского договора перешли к представителю боковой ветви — Адольфу Фридриху II Стрелицкому.
16 февраля 1851 года в Зимнем дворце в Санкт-Петербурге состоялась свадьба герцога Георга Августа Мекленбург-Стрелицкого с русской великой княжной Екатериной Михайловной. С 1873 года и до революции (переворота) герцоги Мекленбург-Стрелицкие владели в России Ораниенбаумом.
На конец XIX века Великое герцогство Мекленбург-Стрелиц состояло из двух совершенно отдельных частей:
- герцогства Стрелиц (или Старгард), 2547 квадратных километров, лежит к юго-востоку от Мекленбург-Шверина. 1430 км² земли, то есть более половины, составляли личную собственность великого герцога (Domanium);
- княжества Ратцебург[4], 382 (381,91) квадратных километра — к западу от Мекленбург-Шверина. 330 км², то есть 86 %, составляли личную собственность великого герцога (Domanium). Главный город — Шёнберг (Лауэнбург[4], в 1701 году по Гамбургскому договору княжество перешло к герцогам Мекленбург-Стрелицким.

Эти две части великого герцогства не представляли цельных кусков земли, у каждой из двух было по несколько мелких участков, расположенных в соседних провинциях Пруссии и Мекленбург-Шверина, была земля правителя и остальная земля, за исключением небольшого количества городской и монастырской, принадлежала дворянским (рыцарским) семьям, и совсем небольшое её количество — крупным землевладельцам недворянского происхождения. Мелкого землевладения не было вовсе, а крестьяне обрабатывают землю на арендном праве.
Последний великий герцог Адольф Фридрих VI покончил жизнь самоубийством 23 февраля 1918 года. Его наследник отказался от престола в Стрелице, поэтому было установлено регентство во главе с великим герцогом Мекленбург-Шверинским Фридрихом Францем IV. В конце 1918 года монархия была свергнута, также как и все другие германские монархии.
После Первой мировой войны герцогство было преобразовано в Свободное государство Мекленбург-Штрелиц.
После Второй мировой войны земли Мекленбурга (Мекленбург-Шверин) были разделены между ФРГ и ГДР, но после воссоединения Германии вновь объединены в федеральную землю Мекленбург-Передняя Померания. Ныне в составе этой земли имеется район район Мекленбург-Штрелиц.

## Правители
Правители Мекленбург-Стрелица носили титул «герцог Мекленбургский», а с 1815 года — «великий герцог Мекленбургский», а также «князь вендов, Шверина и Ратцебурга и граф Шверина, земли Ростока и господин Штаргарда».
- 1701—1708: Адольф Фридрих II Мекленбургский
- 1708—1752: Адольф Фридрих III Мекленбург-Стрелицкий
- 1752—1794: Адольф Фридрих IV Мекленбургский
- 1794—1816: Карл II Мекленбургский
- 1816—1860: Георг Мекленбургский[5]
- 1860—1904: Фридрих Вильгельм II Мекленбургский
- 1904—1914: Адольф Фридрих V Мекленбургский
- 1914—1918: Адольф Фридрих VI Мекленбургский
- 1918—1918: Фридрих Франц IV (регент)

## Население
Население, на год:
- 1880—100 269 человек;
- 1885 — 98 371 человек;
- 1890 — 97 978 человек. В великом герцогстве постоянно возрастала эмиграция. На 1896 год, плотность населения: 33 человека на один км² 49 % населения занималось земледелием, 24 % промышленностью, 8 % торговлей. Население, почти сплошь было лютеранское, католиков только 654 человека, евреев 489, других исповеданий 62 человека.

## Государственное устройство
Государственное устройство великого герцогства было весьма своеобразно и носило чисто феодальный, средневековый характер.
Глава государства — Великий Герцог, законодательный орган — Мекленбургский Ландтаг (общий с Мекленбург-Шверином), состоял из всех рыцарей и представителей городов, исполнительный орган — Государственное Министерство, назначалось Великим Герцогом и несло перед ним ответственность.

## Административное деление
Территория Мекленбург-Шеврина делилась на амты (amt), некоторые амты были сгруппированы в районы (kreis), амты делились на общины. Представительные органы районов — районные конвенты (kreiskonvent), амтов — конвенты амтов (amtskonvent), состояли из всех рыцарей, общин — сельские сходы (Dorfgemeinde), представительные органы городов — гражданские представительства (Bürgerrepresentation).

## Правовая система
Суды первой инстанции — Земельный суд Нойстрелица (Landgericht Neustrelitz) и Земельный суд Нойбранденбурга (Landgericht Neubrandenburg).